# Sampford Courtenay
Sampford Courtenay è un villaggio e parrocchia civile dell'Inghilterra, appartenente alla contea del Devon.
Il villaggio sorge ai margini della Foresta di Dartmoor. La Chiesa, sebbene costruita in un avvallamento, presenta una delle torri più maestose della contea, visibile da tutti gli estremi della parrocchia.

## Storia
Qui prese avvio la Rivolta del Prayer Book l'8 giugno 1549, Pentecoste per quell'anno, due giorni dopo la prima agitazione di Bodmin.
La The History of Exter di John Hooker (detto Vowell), padre di Richard Hooker l'apologista, resta ad oggi la principale fonte storica della Ribellione Occidentale del 1549. John Hooker, figlio di un major della città, venne a contatto con gli intellettuali del Devon e, pupillo del Dr John Moreman (che era vicario del Menheniot e dell'Exeter College di Oxford, rettore della Hart Hall), poté accedere ad Oxford dove al tempo della Rivolta era uno fellow ventitreenne del Corpus Christi College. Nella prefazione dell'opera, afferma di voler ricostruire gli esordi, le cause, e lo svolgimento della sommossa nel Devon e nella Cornovaglia. 
Pur con equipaggiamenti moderni, la rivolta si organizzò come le processioni del Corpus Christi del XIII secolo, intesa a difenderli dai demoni e dalle potenze nemiche.

Hooker scrisse che in testa al corteo processionale era portata la pisside contenente le ostie consacrate, al di sotto di un baldacchino sorretto da chierici che portavano candelieri, croci e stendardi, pane e acqua benedetti. Dietro a loro, marciarono tremila persone del luogo, di cui un terzo erano arcieri, e numerosi infanti imbardati di elmetto, collare, un'armatura di canapa o pelle con piccole placche metalliche, e protezioni per gli avanbracci. Erano armati con spade e scudi, bastoni, alabarde e lance, cannoni, archi e altre armi sia offensive che difensive.
Anche le liste di arruolamento del 1522 attestano che gli abitanti della Cornovaglia erano in possesso di un buon armamentario.
Divenuto ciamberlano e prima autorità della cittadina come il padre, nel 1561 fondò la Court of Orphans, corpo che pe run secolo e mezzo amministrò i beni e l'educazione di trecento vedove e figli di uomini liberi e armati.. Probabilmente, parte di essi erano le famiglie partecipanti alla rivolta.

### Contesto
Era opinione diffusa anche nelle rivolte dei secoli precedenti che con la cerimonia di incoronazione il re accettasse di governare entro i limiti della tolleranza del popolo, il quale si sentiva legittimato all'insurrezione armata contro il tiranno per indurlo a mutare a propria volontà o i propri ministri, quando veniva eccessivamente scavalcato il bene comune. 

La legittimazione della protesta richiedeva che ad essa non partecipasse il popolo da solo, ma almeno un rappresentante della nobiltà, secondo un principio simile al no taxation without representation.
A causa della lontananza dal centro di affari londinesi, ancora nel XVI secolo i nobili proprietari -fra i quali le famiglie degli Spencer, dei Courtenays e dei Veres - non risiedevano nelle terre del Cornovaglia e i loro rampolli usavano sposarsi al di fuori della contea, dove portavano la loro residenza insieme al loro retaggio.

I ribelli si recarono nella casa di Humprey Arundell, a Helland, forzandolo a divenire il loro capo. Raccolte da questi seimila persone, John Milton, sceriffo della Cornovaglia, non riuscì più a contenere la rivolta.
Grazie al nobile Arundell, poterono presentare al re un manifesto che si concludeva con le parole "Dio salvi il re, a patto di essere suoi uomini in anima e corpo".
 
L'originale non è noto, mentre il contenuto può essere dedotto dalla replica del Protettore Somerset. Le richieste erano: la possibilità che il curato battezzasse tutti i giorni della settimana, non solamente le Domeniche e i festivi; la facoltà dei vescovi di amministrare la Confermazione in qualsiasi giorno della settimana; che durante la Messa fosse solamente il sacerdote ad amministrare la comunione; che l'Eucaristia fosse riservata, potesse essere amministrata soltanto nelle Chiese; che la Messa fosse recitata in Latino, poiché gli abitanti del Cornovaglia che non comprendevano l'inglese, e che doveva essere cantata o pronunciata nel coro e non davanti ai fedeli come "una gioco natalizio"; che la distribuzione del pane dell'acqua benedetti avesse luogo all'ingresso delle Chiese.

Inoltre chiesero che fosse vietato ai chierici di sposarsi e che i Sei Articoli di Enrico VIII sulla religione restassero in vigore almeno fino a che il principe Edoardo VI non avesse raggiunto l'età minima richiesta per l'incoronazione dalla legge successoria. 
Al manifesto probabilmente si aggiunse una richiesta di manleva o di compensazione per la tassa sul pascolo di pecore, di nuova introduzione.